# Gnophos albarinata
Gnophos albarinata är en fjärilsart som beskrevs av Pierre Millière 1859. Gnophos albarinata ingår i släktet Gnophos och familjen mätare. Inga underarter finns listade i Catalogue of Life.